# Gemma Bovery
Gemma Bovery is een Franse romantische dramafilm uit 2014 onder regie van Anne Fontaine. De film is gebaseerd op de gelijknamige striproman van Posy Simmonds.

## Verhaal
De Britse Gemma Bovery (Gemma Arterton) en haar echtgenoot Charles komen in een klein provinciestadje in Normandië wonen. Martin Joubert (Fabrice Luchini), de dorpsbakker en overbuur, is een voormalig uitgever en liefhebber van klassieke literatuur en ziet meteen raakpunten met het fictieve hoofdpersonage uit de roman Madame Bovary uit 1856 van Gustave Flaubert. Gemma laat haar oog vallen op een student rechten die op slag smoorverliefd op haar wordt.

## Rolverdeling
- Fabrice Luchini als Martin Joubert
- Gemma Arterton als Gemma Bovery
- Jason Flemyng als Charles Bovery, Gemma's echtgenoot
- Isabelle Candelier als Valérie Joubert
- Niels Schneider als Hervé de Bressigny
- Mel Raido als Patrick
- Elsa Zylberstein als Wizzy
- Pip Torrens als Rankin
- Kacey Mottet Klein als Julien Joubert
- Édith Scob als Madame de Bressigny